# Doutrina da Soberania Limitada
A Doutrina da Soberania Limitada, conhecida também por Doutrina Brejnev, ou simplesmente Brejnevismo, é um conjunto de teses geopolíticas criado pelo estadista soviético Leonid Brejnev (1906-1982). Pode ser considerada uma resposta soviética à Doutrina Truman.
Essa doutrina mudaria os rumos da política externa da União Soviética, em um tempo que estavam muito desgastadas após a liderança de Nikita Khrushchov, quando o país tinha uma ampla desunião entre os países mais próximos, uma crise profunda com a China e uma relação volátil com os Estados Unidos.
Esta doutrina também é considerada neostalinista, por ser expansionista, agressiva, defender o culto da personalidade e a burocracia no estado.
A doutrina defendia acima de tudo a união entre os países e partidos socialistas, com alinhamento a Moscou, com licença para intervir política e militarmente em qualquer país que ameaçasse a paz mundial ou as vitórias do ideal comunista. Na prática, isso representou o domínio da URSS sobre seus aliados.
A doutrina fora primeiramente posta em prática em 1968, durante as manifestações democráticas e libertárias na Tchecoslováquia, durante a chamada Primavera de Praga, o resultado foi a invasão do país e o esmagamento das reformas neo-socialistas e pós-industrialistas no país.

Outros eventos relevantes com base na doutrina incluem:
- A declaração de apoio crítico da Iugoslávia à União Soviética, em 1971.
- A neutralidade alcançada pela União Soviética com a China, após anos de tensões, como resultado do afastamento chinês dos Estados Unidos.
- A intervenção no Afeganistão, que vê sua revolução ser esmagada por terroristas do Islão treinados pelos Estados Unidos, em 1979.

Na prática, a doutrina limitou a independência de partidos comunistas em todo o mundo, não permitiu a saída de qualquer estado do Pacto de Varsóvia e estabeleceu o monopólio político do Partido Comunista.
Esta doutrina, apesar de evocar a paz, causou diversas guerras em nome da hegemonia soviética, entre elas se encontram as bem sucedidas revoluções socialistas em Angola e Moçambique, a invasão do Afeganistão a pedido do governo do país, a Guerra do Vietnã, o apoio à Indira Gandhi na Guerra do Paquistão, contra os Estados Unidos e China, e outros movimentos fracassados em demais localidades, como Belize, Guatemala, Congo-Quinxassa, Benim e outros.

## Histórico

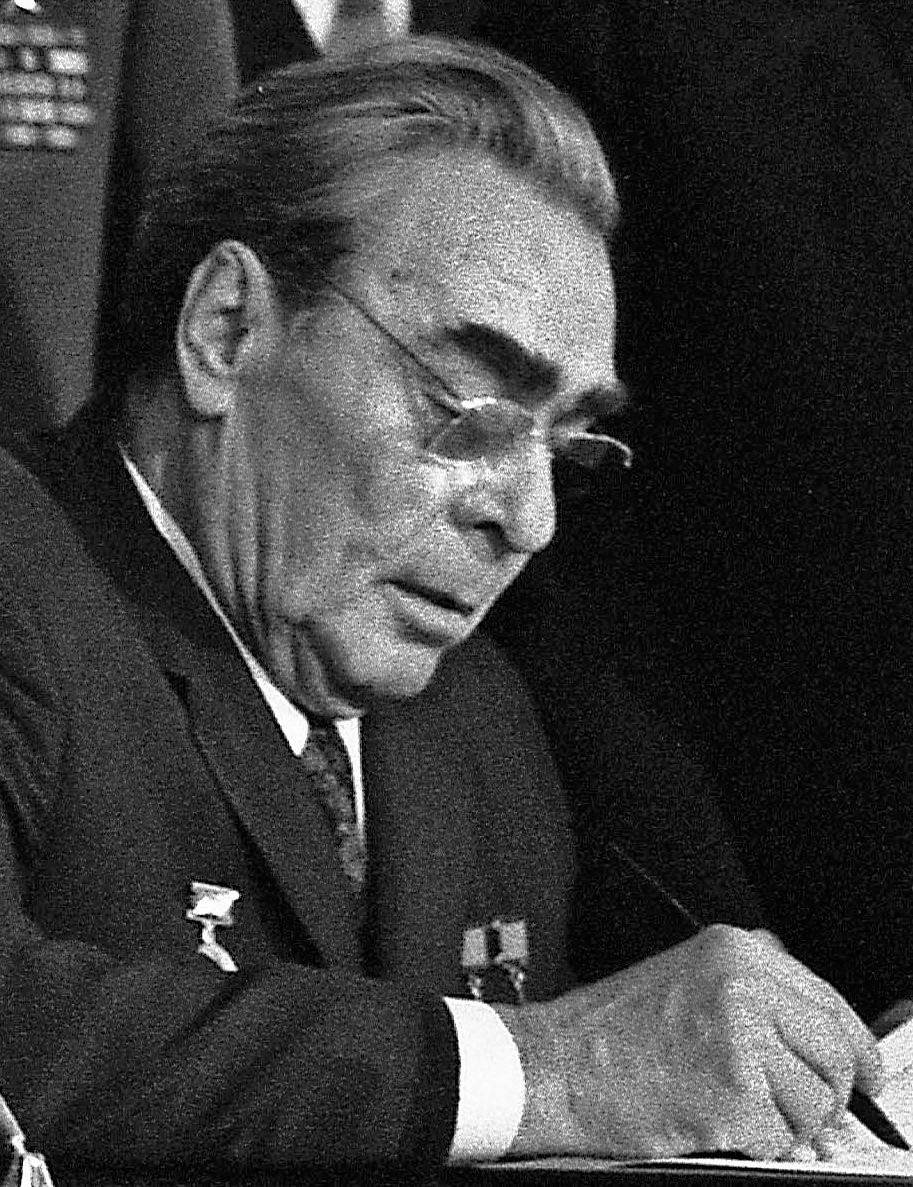
Leonid Brejnev

Diante do movimento Primavera de Praga, Leonid Brejnev criou a doutrina, na qual defendia principalmente, entre outras coisas, que um Estado comunista poderia interferir nos assuntos de outro Estado, com a finalidade de preservar o socialismo.
Ele acreditava que a URSS deveria intervir nos assuntos internos de seus aliados, acabar com a corrupção e privilégios de membros do partido (mesmo que mantendo as condições para que elas fossem re-criadas), bloquear correntes ideológicas contrárias ao marxismo-leninismo, e invadir seus inimigos, se necessário. Com esta doutrina, Brejnev transformou a URSS em uma das maiores potências militares do mundo, com o maior grau de poder e influência, além de ter levado seu povo a um alto grau de bem-estar socialista jamais visto em seu país.
Enquanto por outro lado, ao fim de seu mandato, mergulhou em uma crise tão profunda e sem precedentes, que acabou deixando aos seus sucessores uma verdadeira "bomba" na economia, Iuri Andropov tentava a reforma através de uma boa administração em relação a crise econômica no país, que se recuperaria bem, mas a posse do poder soviético nas mãos do ocidentalista e reformista Mikhail Gorbachov, que quando ministro da agricultura durante o governo Brejnev percebeu que era necessária uma mudança profunda na economia (Perestroika), que era uma economia focada em industrialização, que já estava concluída, e precisava ser reformada com alguns conceitos de auto-gestão e de mercado.
No final da década de 1970, devido ao alto custo dos armamentos e de um atraso tecnológico crescente, Brejnev enfrentou uma paralisação no crescimento econômico da URSS, mesmo assim, em 1979, ordenou a invasão do Afeganistão, numa primeira investida fora dos países do Pacto de Varsóvia, que se transformou numa espécie de Vietnã soviético, durando os combates até 1989, em plena Era Gorbachev.
A doutrina foi usada pelos dois sucessores de Brejnev em seus breves governos, Andropov e Chernenko, e mais tarde substituída por uma doutrina extremamente contrária ao pensamento de Brejnev, a Doutrina Sinatra (nome jocoso derivado da canção My Way - "Meu Rumo" - de Frank Sinatra) enfatizando que cada país deveria seguir seu próprio rumo, acabando com o social-imperialismo Brejnevista.
| “ | Quando forças externas e internas, contrárias ao socialismo, tentam conduzir o desenvolvimento de um país socialista em direção da restauração da ordem capitalista, quando surge a ameaça à causa socialista nesse país, a ameaça à segurança atinge por inteiro a comunidade socialista, e este já não é um problema apenas para o povo daquele país, mas para todos os países socialistas. | ” |
|   | — Leonid Brejnev, 1965 . |   |